# Códigos Navajos

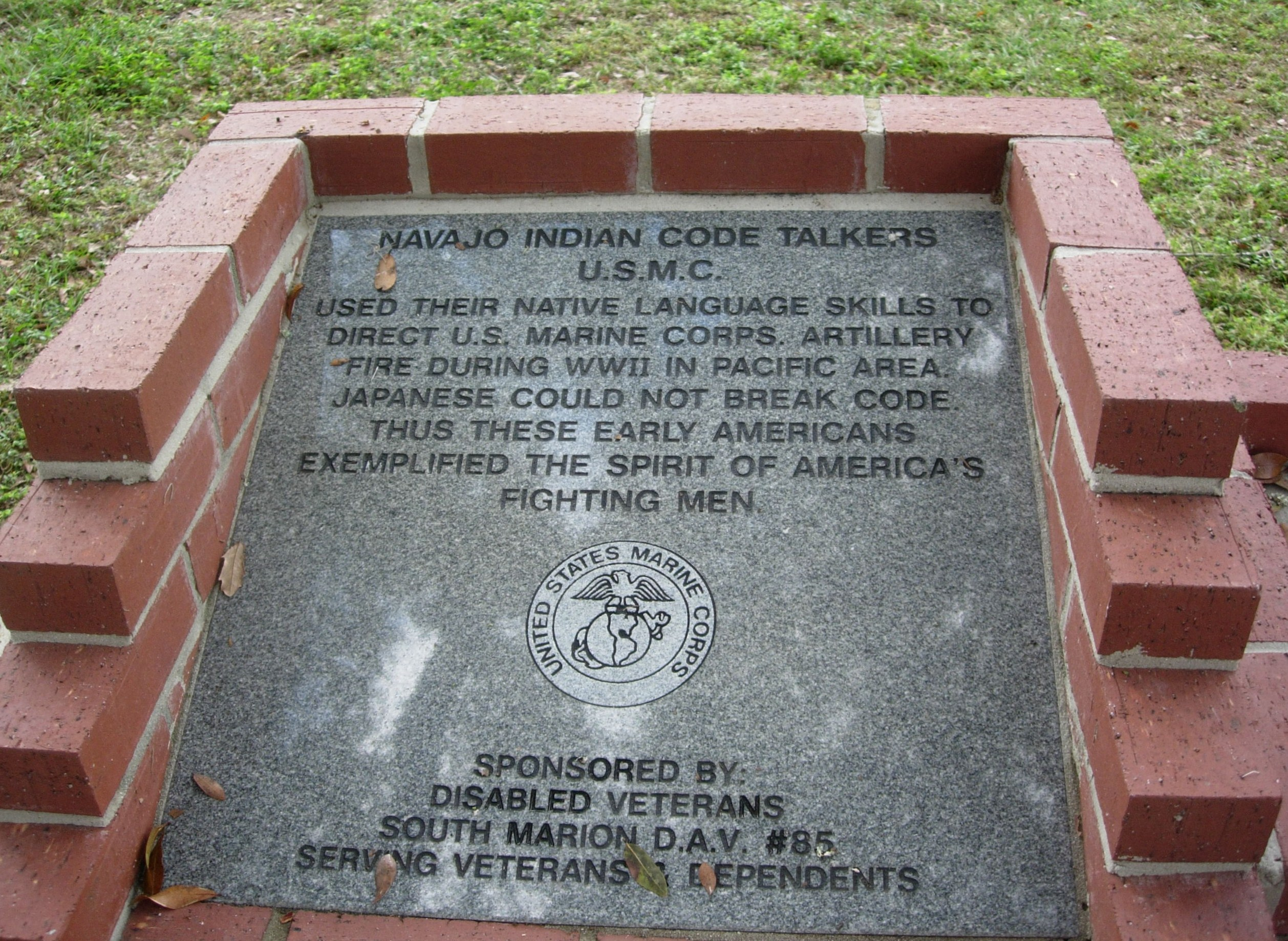
Memorial em Ocala Park

Códigos Navajos, foi o tipo de linguagem utilizada como sistema de criptografia da Marinha dos Estados Unidos durante a Segunda Guerra Mundial.
"Code Talkers" foi um termo usado para descrever pessoas que falam com uma linguagem codificada. O código Navajo foi um dos segredos mais bem guardados da Segunda Guerra Mundial e alguma informação mais concreta sobre este episódio só veio a público no fim da década de 1960.

## Codificação
A Segunda Guerra Mundial foi caracterizada pela proliferação de alta tecnologia como os codificadores "Enigma", "Purple" e muitos outros. Essas máquinas eram utilizadas para criptografar, fazendo uso de mecanismos de geração de palavras equivalentes as quais inicialmente não faziam nenhum sentido, mas que posteriormente poderiam ser lidas pela chave de criptografia.
Isso era bom para mensagens de texto, mas quando chegava à emissão de ordens verbais no campo de batalha a nível de unidades menores, a situação mudou. Equipes japonesas treinavam operadores bilingues, a maioria deles educados nos Estados Unidos, que interpretavam as mensagens e respostas e muitas vezes emitiam ordens diretas, que as forças americanas acreditaram serem verdadeiras, agindo muitas vezes contra elas próprias.

## História

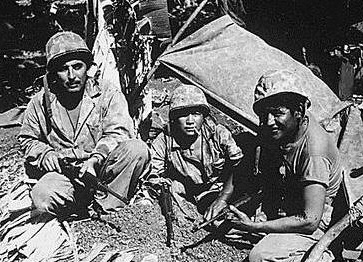
Soldados navajos em 1944

O termo é freqüentemente usado para descrever os nativos americanos que serviram no United States Marine Corps, cujo principal trabalho foi a transmissão/decodificação de mensagens táticas durante a Guerra do Pacífico.
Tais mensagens eram transmitidas por telefone ou rádios de comunicação e, portanto, muito suscetível de serem interceptadas pelos japoneses.
A ideia surgiu um pouco depois do ataque japonês a Pearl Harbor em 1941, por sugestão de Philip Johnston um veterano da Primeira Guerra Mundial, filho de um missionário que havia trabalhado por longo tempo com o povo Navajo no sudoeste americano. Tendo crescido em uma reserva, Johnston era um dos poucos não-Navajo que falava a língua fluentemente. Ele preparou uma série de demonstrações para o comando dos Fuzileiros no Pacífico, provando que enquanto um operador levava meia hora para escrever três linhas de código com uma máquina de encriptação, um operador Navajo completava a mesma tarefa em menos de 30 segundos. A linguagem Navajo era considerada extremamente complexa, pois, não possuía escrita, com centenas de palavras e símbolos, somados a uma gramática e pronúncia complicada.
Os analistas observaram a apresentação e constatam que a tonalidade das palavras praticamente se tornavam ininteligíveis para aqueles que não estivessem familiarizados com o idioma. O comando naval ordenou o recrutamento de 200 índios que seriam incorporados ao corpo de fuzileiros.
Seriam conhecidos como "Code Talkers", homens responsáveis por transmitirem mensagens codificadas entre si, na língua nativa, e quando fossem interceptadas por não-Navajos seria impossível descodificá-la.
Em maio de 1942 o primeiro grupo foi mandado para Camp Elliot (hoje Marine Air Corps Station Miramar), em San Diego, para desenvolver o código e criar um dicionário com equivalentes aos termos militares. O dicionário continha cerca de 450 termos frequentemente utilizados pelos militares, sempre fazendo associações com o dialeto Navajo.
Exemplos :
- besh-lo  ("peixe de ferro" = submarino)
- dah-he-tih-hi ("beija-flor" = avião de caça)
- tacheene ("terra vermelha" = batalhão)
- nakia ("mexicano" = companhia)
- lo-tso-yazzie ("pequena baleia" = cruzador)
- e ca-lo  ("tubarão" = destroyer).

## Guerra

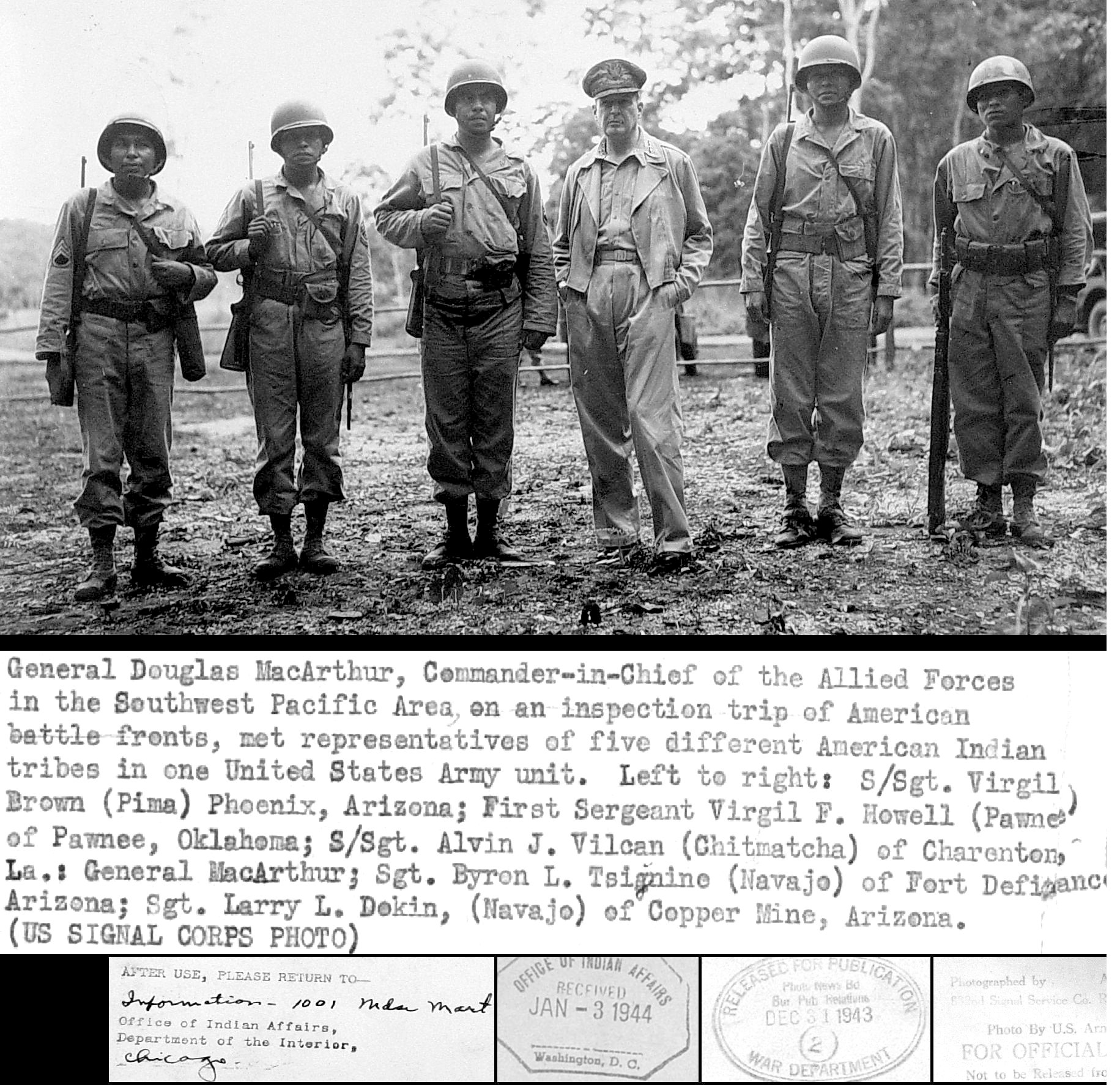
Gen. Douglas McArthur com os soldados navajos- 1945

Durante o treinamento militar básico, onde tiveram a formação militar de combate, aprenderam também a codificar e descodificar as principais palavras técnicas e táticas que seriam utilizadas nas transmissões
Após esta fase de treinamento foram enviados para a força do Pacífico, integrando o Corpo de Fuzileiros Navais, onde serviriam em Guadalcanal, Tarawa, Peleliu e Iwo Jima. Para cada um deles foi designado um "guarda-costas". com a missão de impedir que eles caíssem em mãos dos japoneses, pois se apenas um deles revelasse o código todo o sistema poderia ser comprometido. No caso de risco iminente de serem feitos prisioneiros, os índios deveriam ser sumariamente eliminados. Outro problema era a semelhança física com os japoneses, e a dificuldade deles falarem o inglês , foi motivo de situações em que foram confundidos com o inimigo.
Ao todo mais de quatrocentos operadores Navajo atuaram no conflito. Em fevereiro de 1945 durante o desembarque em Iwo Jima, seis deles trabalharam durante dois dias seguidos transmitindo mais de 800 mensagens sem um único erro.
Os japoneses eram especialistas em decifrar códigos que eram fluentes em inglês e em muitas línguas europeias, mas quando buscavam por semelhanças linguísticas do dialeto Navajo, não encontravam nenhuma, pois ele não tinha nada em comum com qualquer língua do mundo, uma vez que também não possuía escrita formal.
A última mensagem enviada em código Navajo foi realizada em 15 de junho de 1945 e finalmente foi descodificada em 1968 pela diretiva emitida pelo Departamento de Defesa com o número de 5.200,9. Tal mensagem somente pode ser quebrada quando o Pentágono liberou o código para tradução.

## Reconhecimento
Depois da guerra, o Tenente General Seizo Arisue, chefe de Inteligência do Exército Imperial japonês, reconheceu que sua equipe havia conseguido decifrar os códigos usados pelo US Army e pela USAF com relativa facilidade, mas admitiu que seus homens jamais haviam conseguido "quebrar" aquele estranho código usado pelos Fuzileiros.
Devido a seu imenso sucesso durante a Segunda Guerra, os operadores Navajo (Code Talkers) foram considerados como uma das mais importantes armas secretas do arsenal americano e por esta razão o US Marine Corps manteve o código e as atividades dos Code Talkers, que ainda serviriam a nação na Guerra da Coreia, em segredo por mais de duas décadas.
Em 17 de setembro de 1992, os operadores Navajo foram convidados pelo Pentágono para uma cerimônia especial que comemoraria o valoroso trabalho deste pequeno grupo de elite. Em 26 de julho de 2001, os vinte e nove operadores originais que desenvolveram o código/dicionário foram agraciados com a Medalha de Ouro do Congresso, entregue pelo presidente George W.Bush.

## Filmes
- Windtalkers, ou Códigos de Guerra, da MGM-2002